# Thomas & vennerne: Jernbanens konge
Thomas & vennerne: Jernbanens konge (eng. Thomas & Friends: King of the Railway) er en animeret britisk film fra 2013 instrueret af Rob Silvestri. Filmen er animeret af selskabet HIT Entertainment i samarbejde.

## Medvirkende

### Danske stemmer[1]
- Christiane Bjørg Nielsen som Annie, Clarabel og Emily
- Marie Caroline Schjeldal som Belle
- Tillie Emilia Bech som Caitlin og Millie
- Niels Weyde som Connor, Skarloey, Stephen 'Raketten'
- Ole Rasmus Møller som Cranky, Diesel og Gordon
- Christian Damsgaard som Edward, Rheneas og Victor
- Lars Mikkelsen som Fortæller
- Caspar Phillipson som Henry og Thomas Tog
- Daniel Vognstrup Jørgensen som Hiro, Jack og Luke
- Troells Walther Toya som James, Kevin, Kontrolchefen, Paxton og Percy
- Torbjørn Hummel som Jarlen Af Sodor og Spencer
- Tillie Emilia Bech som Millie
- Jesper Voetmann som Toby

### Engelske stemmer
- Mark Moraghan som Fortælleren
- Ben Small som Rheneas, Besværlige lastbiler, Thomas og Toby
- Martin Sherman som Thomas, Percy og Diesel
- Keith Wickham som	Edward, Henry, Gordon, James, Percy, The Fat Controller og Skarloey
- William Hope som Edward og Toby
- Kerry Shale som Henry, Gordon, James, Kevin, Sir Topham Hatt og Diesel
- Teresa Gallagher som Belle, Annie, Clarabel og Emily
- Jules de Jongh som Emily
- Matt Wilkinson som Cranky og Kevin
- David Bedella som Victor
- Togo Igawa som Hiro
- Steven Kynman som Paxton og Jack
- David Menkin som Jack
- Glenn Wrage som Cranky
- Michael Legge som Luke
- Bob Golding som Stephen
- Mike Grady som Sir Robert Norramby
- Jonathan Forbes som Connor
- Rebecca O'Mara som Caitlin
- Miranda Raison som Millie